# Velhoco
Velhoco es una localidad del municipio de Santa Cruz de La Palma, en la isla de La Palma (Provincia de Santa Cruz de Tenerife). Situado a las afueras de la ciudad, en la zona de medianias, limita al sur con el municipio de Breña Alta por el Barranco de Juan Mayor. Al norte del barrio está el Santuario de Nuestra Señora de Las Nieves, patrona de la isla. En él se encuentra las entidades de población de Las Tierritas, Juan Mayor y San Vicente.
El barrio es atravesado por la carretera de Las Nieves LP-101.

## Demografía
| 2000 | 2001 | 2002 | 2003 | 2004 | 2005 | 2006 | 2007 | 2008 | 2009 | 2010 |
| ---- | ---- | ---- | ---- | ---- | ---- | ---- | ---- | ---- | ---- | ---- |
| 581  | 582  | 568  | 563  | 559  | 566  | 561  | 427  | 459  | 476  | 462  |